# Walter Zimper
Walter Zimper (* 29. April 1942 in Markt Piesting, Niederösterreich; † 13. Jänner 2008 in St. Pölten) war ein österreichischer Politiker der ÖVP.

## Leben
Walter Zimper studierte nach dem Besuch der Handelsakademie an der Universität Wien. Beruflich war er Chefredakteur des Niederösterreichischen Volksblattes.
Seit 1970 war er Gemeinderat in Markt Piesting und war von 1975 bis 2002 Bürgermeister dieser Gemeinde. Von 1980 bis 1982 war Zimper Landesparteisekretär der niederösterreichischen ÖVP. Wegen angeblicher Verstrickung in den WBO-Skandal musste er das Amt niederlegen; in letzter Instanz wurde er von weiten Teilen der Vorwürfe rechtskräftig freigesprochen. Als Bürgermeister wurde er 1992 Obmann-Stellvertreter der ÖVP-Gemeindevertreter und 1999 Vizepräsident des Österreichischen Gemeindebundes. Dieses Amt hatte er bis 2007 inne.
Seit 1960 war Zimper Mitglied der katholischen Studentenverbindung KÖHV Neostadia Wiener Neustadt im ÖCV.
Von 1974 bis 1982 war er Abgeordneter zum Niederösterreichischen Landtag.
2003 verlieh der damalige Bundespräsident Thomas Klestil Walter Zimper den Ehrentitel "Professor" für den Aufbau einer "qualitativen Kommunalpresse".
Zu Zimpers Söhnen mit Marliese gehören Walter Zimper jun. (1962–2010), Martin (* 1963). Mit Brigitte Zimper hat er die drei Kinder Daniela (* 1979), Michael (* 1981) und Christoph Zimper (* 1986).

## Auszeichnungen und Ehrungen
- Silbernes Komturkreuz des Landes Niederösterreich
- Widmung der Verkehrsfläche Prof. Walter Zimper-Promenade in Markt Piesting[3]